# Blue
Blue是在2001年組成的英国伦敦節奏藍調男子音乐组合，成员包括Antony Costa、Duncan James、Lee Ryan以及Simon Webbe。團名取作Blue的原因是每個成員都有一副藍調（BLUE）的好嗓子，Blue共獲超過110萬張唱片銷量。
Blue於2005年解散後各成員都已作個人發展，Blue於2009年4月宣布重組，重組後Blue開始到各個不同的國家展開巡迴演唱，2011年代表英國參加在德國舉辦的歐洲歌唱大賽，2013年發行了重組後的第一張專輯《Roulette》。

## 生涯
Blue於2001年5月4號發行了他們的首張單曲《All Rise》，這支單曲在英國單曲排行榜拿下第四名。於同年8月發布第二張單曲《Too Close》並拿下英國單曲排行榜第一名。同年11月發表的單曲《If You Come Back》再度奪的英國單曲排行榜第一名並收錄於首張專輯《All Rise》。《All Rise》亦獲得英國專輯排行榜第一名的成績，《All Rise》在英國最終銷售超過約120萬張唱片。。
第二張專輯《One Love》於2002年發行，獲得英國專輯排行榜第一名。專輯中的三首單曲《One Love》、《Sorry Seems to Be the Hardest Word》與《U Make Me Wanna》也在英國單曲排行榜分別獲得第三名、第一名和第四名。
《Guilty》在2003年秋天發行，此張專輯獲得英國專輯排行榜第一名，同時同名單曲《Guilty》也獲得英國單曲排行榜第二名。這張專輯在英國賣出100多萬張。
2004年Blue發行了首張的精選集《Best of Blue》，收錄了出道以來多首知名流行歌曲，2005年再次發行了《4Ever Blue》的4周年紀念CD+DVD精選集，紀念4人成軍4周年。
2005年，Blue宣布「單飛不解散」，自此後4位團員各自有自己音樂與戲劇上的作品，並且在此期間團許多團員也各自結婚生子當了奶爸。
Blue於2009年4月宣布重組，不同於當年的年少之姿，四人在各自單飛的期間已經都當了爸爸，此次重組後更加能感受到四人這段期間的成長，並且以熟男之姿重組回歸樂壇，開始到各個不同的國家展開巡迴演唱，更代表英國參加2011年在德國舉辦的歐洲歌唱大賽。
2013年發行了重組後的第一張專輯《Roulette》，此次重組後重新出發的專輯合約並非簽約給英國的唱片公司，而是簽約給隸屬於環球唱片的德國唱片公司。

## 唱片
| - All Rise（2001） - One Love（2002） - Guilty（2003） - Roulette (2013) - Colours（2015） - Heart & Soul（2022） - Best of Blue（2004） - 4Ever Blue（2005） - The Platinum Collection（2006） - The Collection（2007） |

## 外部連結
- officialblue（页面存档备份，存于）
- Blue官方Facebook（页面存档备份，存于）
- Blue官方Twitter（页面存档备份，存于）